# Diftamide
La diftamide è un amminoacido derivante dall'istidina presente nel fattore di allungamento eucariotico 2 (eEF-2). Si trova di solito in posizione H715 in eEF-2 dei mammiferi (H699 nel lievito). È il residuo che subisce ADP-ribosilazione ad opera della tossina difterica (da cui il nome) cosa che inattiva il fattore di allungamento. 